# Panie dobry jak chleb
Panie dobry jak chleb – polska pieśń religijna. Słowa do niej napisał ksiądz Józef Zawitkowski, a muzykę – ksiądz Wiesław Kądziela. Utwór ten był pieśnią II Krajowego Kongresu Eucharystycznego w 1987 roku.